# 浮島丸事件
浮島丸事件（うきしままるじけん）は、太平洋戦争で日本の降伏表明後の1945年（昭和20年）8月24日17時20分頃に、舞鶴港の京都府舞鶴市下佐波賀沖300mの地点で、日本海軍特設運送艦「浮島丸」（4,730総トン、乗組員255名）が爆発に遭い沈没した海難事故。浮島丸が日本軍乗組員・朝鮮人乗船者ら計3,900名を乗せて、朝鮮人らを朝鮮半島に帰還させるべく航行していたところ、途中寄港した舞鶴港の沖合でこの難に遭い、乗組員25名と乗船者500名以上の死者を出した。犠牲者の多数を占めたこれら朝鮮人乗船者は、朝鮮人工員2,897名（主に徴用され日本に来ていた朝鮮半島出身の労働者と考えられる）及び朝鮮人民間人897名（先の家族なり自営業者なりで、前記以外の朝鮮人）であった。1953年、大蔵省の照会に対し、外務省は終戦調印の1945年9月3日以前のことであるため、これらを日本軍の軍属として扱うとの回答をしている。
日本側公式発表によれば、触雷により沈没し、日本人乗組員255人中25名（戦死扱い）と朝鮮人乗船者3,735人（4,000人とする場合もある。）中524名の死者が出たとする。ただし、日本側発表の朝鮮人乗船者数3,725人の根拠が明らかにされていず、実際には朝鮮人乗船者は6千人近くから8千人は居たのではないかとする証言が、朝鮮人乗船者ばかりでなく日本人乗組員からもある等、異なる証言も多い。そのため朝鮮人死者数を巡っても疑問が呈され、韓国では3千人から5千人はいたと信じる者も多い。さらに原因についても日本人乗組員による爆破・自沈ではないかという風説も在日朝鮮人の間で事件当時から根強く囁かれていた。これらの真相は今日なお不明である。
青森県の大湊港を出港し、朝鮮半島南部の釜山港へ向かう往路、日本を降伏させた連合国軍（主体は米軍）の命令を受けて舞鶴に目的地を変更、舞鶴港内で突如爆発を起こし沈没した。当時から沈没原因については、米軍が日本近海に敷設していた機械水雷（舞鶴鎮守府舞鶴防備隊報告）の触雷によるとの説と、乗船していた日本海軍将兵ら中の何者かによる爆破自沈との説があり、様々な憶測を呼んだ。当時の日本政府は触雷説をとり、その後、特段の見解の変更は行っていない。米軍は、朝鮮駐屯司令部がこの日本政府の報告の内容を朝鮮で発表した。
終戦直後の混乱期でもあり、朝鮮人乗船者の数は公式記録より多い可能性がある。政府は長らく乗船に際して作成される乗船者名簿については船が沈没したため流失したとし、また、そのような類の資料の存在についても明らかにしてこなかった。ところが実際には、沈没直後に海軍・民間会社などが調査して作成したと思われるものなど名簿等がいくつも残されていた。2024年5月、厚生労働省はジャーナリスト布施祐仁から出された情報開示請求に対して、事故後の調査で作成したとされる乗船者の名簿の存在を初めて明らかにしてその一部を開示した。韓国政府はこうした資料の提供を日本政府に要請し、厚生労働省はこのうち内部調査が終わった19の関連名簿を同年9月5日、大韓民国（韓国）政府に提供した。一方、同年7月に韓国の浮島丸遺族会のハン・ヨンヨン会長は日本の社民党から浮島丸乗船者名簿の一部のコピーを受け取ったとして写真を公表したが、その中には事故前の出航当日である8月22日付の「浮島丸乗船朝鮮人名簿」と題されたものもある。
韓国では2023年時点までに、有力紙の紙面において犠牲者数は、朝鮮人帰国者の証言として「乗船者は7,000～8,000人程度で数千人が死亡した」、犠牲者子孫の主張として「およそ12,000人が乗船し最大8,000人の朝鮮人が死亡した」といった説がある。いずれも憶測によるものであるが、日本側が乗船名簿がないとしながら細かな乗船者数や死者数を語ってきたことから、隠された真相があるとの疑念が根強く残っていた。韓国政府が2024年9月に受け取った資料19件に何人の人的情報が含まれているかについては、同時点では明らかになっていない。

## 概要

### 飢餓作戦と舞鶴
米軍は1945年、日本の戦争遂行能力を喪失させる目的で、機雷による海上封鎖「飢餓作戦」を行った。使用された機雷は約11,000基で、主にアメリカ陸軍航空隊の大型爆撃機B-29によって敷設された。船の磁気反応や機関の音響、水圧変化など複数の作動パターンの機雷が混用され、しかも掃海を困難にするために1回目の反応では起爆しない回数機雷も使われた。日本海軍も必死に掃海に取り組んだが、複雑な仕組みと膨大な数のため困難で、670隻以上の艦船が撃沈されて海上交通は麻痺した。終戦時にも約6600基の機雷が残っていた。

当時の舞鶴港は、舞鶴鎮守府が置かれた日本海側屈指の軍港であったために重要な攻撃目標になり、磁気機雷、音響機雷が数多く敷設されていた。

### 釜山より舞鶴へ目的地を変更
浮島丸はもともと大阪商船（後の大阪商船三井船舶株式会社）の4,730トンの客貨船を改造した特務艦で、当時としては優れたディーゼルエンジンを積んだ比較的高速の船であった。1941年（昭和16年）9月頃、徴用され砲艦に改造、監視船として使用された。艦長の鳥海金吾中佐は商船学校出で戦前から大型商船の船長を務めていて、操船技術は兵学校出の艦長より優れていた。1945年（昭和20年）4月に第22戦隊第一監視隊の母艦任務を解かれ、母港を横浜港から大湊港に変え、千島列島南部の将兵の本土輸送等にも携わり、終戦時は青函連絡船の代用として使用されていた。
終戦後、8月18日に大湊に帰港。召集解除と復員を期待していた。ところが、大湊警備府の要請により朝鮮人労働者とその家族の釜山移送への浮島丸の使用が海軍省運輸本部に問い合わされた。海軍省運輸本部は「浮島丸使用差支ナシ」とした。日本に徴用されてきた朝鮮人労務者が帰国を要求して騒ぎ出したことを背景に、同年9月１日に厚生省の勤労局と健民局、内務省の管理局と警保局から地方長官宛に、運航予定となった関釜連絡船を使って朝鮮人労務者を帰国させることに関し、「朝鮮人集団移入労務者の緊急措置の件」が出され、これが日本政府の朝鮮人帰国のための最初の指令とされるが、大湊警備府の行動はこの指令よりも13日早い。背景には、治安上、朝鮮人らを早く朝鮮半島に帰したかった軍部の意向があったと一般に語られている。金賛汀は、特に当時の大湊では海軍士官らの間で「将校クラスは捕虜として豪州あたりに追いやられる」「士官以上は全員死刑になり、家族も処刑される」といった噂すら広まっていたことを指摘、その結果、大湊警備府は朝鮮人の暴動を怖れ、とりわけ上陸してきた米軍の力を借りて何をするか分からないと大湊警備府が怖れたとみている。金賛汀は、大間線や樺山飛行場の工事要員が寝泊まりしていたタコ部屋の様子が特に酷かったことや、一般にマシとされている軍施設部でもD部隊と呼ばれた第四部隊の宇曾利のドック工事現場では過労から労働中に転落死する労働者が続出していたことを報告している。（ちなみに、大間線は1943年にいったん工事が中止されていて、宋斗会によれば、その労務者は他に移動して終戦時には大湊にはいなかったとされる。）
当時、今後の対策のために司令長官の守垣莞爾中将と参謀長の鹿目善輔少将は東京の軍令部に出払い不在となり、責任者は主席参謀の永田茂元大佐であった。出航を厭う浮島丸に出航させる作業を実際に担当したのは清水善治機関参謀と大熊通信参謀だった。1977年8月に放送されたNHKドキュメンタリーでは、清水参謀は朝鮮人を早く帰還させてあげたいという人道上の理由とし、浮島丸の機関長は艦長が主要な乗組員に朝鮮人が暴動を起こす虞があるからと理由を語っていたとする。また、後の1954年の代用教員時に永田が職場同僚に朝鮮人を帰還させないと暴動が起きたかもしれないと酒宴で漏らしたとの証言がある。
19日、警備府から艦長に出航命令が出たが、各分隊では討議が行われ、兵・下士官らの多くはこれに反対で、艦長が意見を聞いた士官らも多くが反対した。この事態を受けて、艦長は警備府司令部に出航困難を伝えたが二人の参謀から天皇命令として兵らの説得を迫られた。軍法会議にかけるとも脅す警備府と度々協議を続ける中、清水参謀が浮島丸側の反対急先鋒であった第3分隊の代表のようになった木本与一上等兵曹から寧ろ下士官・兵らの説得を依頼され、浮島丸に来る。総員集会が行われ、木本兵曹の機転で質問が許され反対意見が出たが、2～3人目あたりから清水参謀は目の色が変わり、軍刀を抜いて「文句のある者は前に出ろ、叩き切ってやる」と言ったために、皆は黙った。参謀は拒否されるなら自分は切腹しなければならないと騒いだのだと説明する者もいる。本人は、金賛汀の取材に「思い出さない」「軍刀を抜くようなことはしなかったと思うと答えている。
結局、浮島丸は日本側発表によれば、3,725名の朝鮮人を乗せて8月22日午後10時頃、大湊を出港、釜山港へと向かった。乗組員の中には朝鮮人乗船者は6千名ほどは居たはずだとの証言もあり、更に便乗者を乗せたという推測がある。実際に当時、出航でもめている間にも港の菊地桟橋には家族持ちも含めた大湊のほぼ全ての朝鮮人が乗船させるべく集合させられていき、そのかなりが乗船したとみられる。一方で、6千名は青函連絡船の代用輸送をしていたときの経験からの推測で、元客室は日本人乗組員のみで使用して朝鮮人は4つ在った貨物室に押込められそこも1室は使えなかった状態で、寝る時も横になって寝られる程度のスペースはあったとの証言もある。
同艦には大砲や高射砲、機関砲が装備され、弾薬類もそのまま積まれていたとみられている。このとき、重要書類は敗戦により燃やされていた為、機雷の敷設場所を示す機密海図はなく一般海図だけで出港させられた可能性が高い。一方で、大湊において、舞鶴は（機雷について）安全だと聞かされていたという証言も多い。
このとき、いったん日本海の本土沿岸部ぎりぎりを南下し航行するという形をとっている。一般に米軍の通商破壊作戦のために沿岸部や港湾近くに米軍の機雷は敷設されていた為この行動は通常ならば極めて危険で、このことから本当に釜山港に向かうつもりが元々あったのかと疑問の声も強く、日本軍乗組員による爆破自沈説の根拠の一つともなっている（後述）。金賛汀は、連合国軍の指示による25日以降の100トン以上の船の航行禁止の日本海軍から指令（22日午後7時発信）を艦長ら艦上層部は実際には既に受理していた為、舞鶴港に入港できるよう作為的にこのような航路をとったのではないかと考えている。
連合国軍司令部は進行中以外の100トン以上の船の航行を禁止し、航行中船舶の最寄港への入港を指示していた。これを受けて、海軍軍令部は24日18時以後とくに定めたものと航行中以外の艦船航行を禁じる大海令第52号を発していた。また、出港前の22日午後7時台に運輸本部から浮島丸に一度目は24日18時以降の航行禁止と爆発物の海中投棄ないし陸上格納、二度目は同時刻までに到着見込みない場合には最寄り海軍港に入港する電文が発信された。ところが、浮島丸の艦長・副長の主張では、浮島丸出港後に海軍運輸本部から浮島丸艦長あてに、目的港に同月24日午後4時（午後6時の誤りか）までに到着する見込みがないものはその日時までに最寄りの港に入港することを命じる旨の入電があったとし、自艦の位置、乗船者の数、機雷の掃海による安全性などを考慮した結果、航路の途中にある舞鶴への入港を決定したという。しかし、金賛汀の取材において、多くの下士官らが舞鶴ないし日本海側のどこかの港に浮島丸が入港することはそのとき既に予定の行動と見られていたことを語っている。
舞鶴入港の連絡は大湊へ伝えられ、さらに舞鶴へと連絡されるはずだったが、無線状況がうまくなく、結果として舞鶴で浮島丸を出迎えるはずの掃海艇が準備されなかったという（艦橋勤務の乗員の話では当時の主力だった漁船型の木造掃海艇（第一号型駆潜特務艇・第一号型哨戒特務艇）2隻が航路を先導指示したという）。また、浮島丸船内では舞鶴停泊時に航海要員以外の陸（砲備員？）海軍軍人も下船することとなり、急遽の事態に船内が非常に慌しかったという。
副長兼航海長の倭島定雄大尉は、「掃海ずみ」という信号を受けて入港を開始したが、自身は舞鶴は初めてだったので、前方を行く2隻の海防艦の後を忠実に航行したという。
この湾内航行中、水兵が甲板に居る朝鮮人らに船内に入るよう命じ、棒で殴り付けながら船内に追い立てたとの朝鮮人生存者の証言がある。これが日本軍による朝鮮人謀殺だったとの説が流れる一因となっている。しかし、これについて金賛汀は、入港時には水兵が甲板でロープを引いたりするので単に邪魔で危険だったからではないかとの浮島丸下士官からの話を紹介している。
湾内を航行中の17時20分、浮島丸は沖合300mの地点で爆発に遭い、沈没する。証言の多くは2～３回程度の爆発があったとし、船体は二つに切断されて、沈没している。

## 浮島丸の沈没原因
浮島丸の沈没原因については、湾内に敷設してあった機雷に触れたためであるとの説と、何らかの理由から日本海軍の乗組員らが自ら爆破・沈没させたとの説があるが、真相は不明である。

### 機雷説
日本政府は一貫して触雷説をとっている。金賛汀は、浮島丸艦長であった鳥海艦長の報告によるとしている。事故翌日の25日に、艦長は舞鶴鎮台から海軍省運輸本部と大湊警備府に触雷沈没の打電している。また、艦長が第二復員局から詳しい事情聴取を受け、この事件の詳しい報告書が作成されたと、浮島丸の下士官が生前に艦長から聞いている。ただし、後者の報告書がいつ作成されたか明らかでない。また、日本政府はこの報告書の存在については認めていない。
機雷であれば、磁気機雷に関しては、日本海軍の舷外電路（浮島丸は装備）で早期爆発が可能であったが、音響機雷に関しては掃海艇による音響発信機（英名フィクサー）による先導が必要であった。しかし、浮島丸は大湊から舞鶴への突然の寄港についての連絡が不十分であったことで、舞鶴港内への掃海艇の出迎えを待たずに湾内に進入してしまった。そのため、海底に敷設された機雷がディーゼルエンジンの音に反応して作動・爆発した（機雷は水圧式の可能性もあるが、浮遊式のものではない）。
証言の多くは2～３回程度の爆発があったとしていて、機雷説では、機雷は機関部付近の船底直下で爆発し、爆発音は舞鶴湾を囲む山並に反響して、数発の爆発音と感じられたのではないかとする。ただし、2回だったとの証言で、しばらく間があって2回目が起こり、同程度の規模であったという証言もある。爆発の衝撃波で船体は一旦急激に持ち上がり、再び沈み込んだ際の抵抗疲労から船体構造に亀裂が生じた。そのため、裂け目から急速に浸水し、ついに沈没に至ったとの推測である。なお、後に事件を題材にした映画作成グループに証言が寄せられた際、事故時に朝鮮人らは艦内に押込められていたと伝えられるが、事件生き残りという神戸在住の在日朝鮮人からデッキ先頭に居て機雷爆発を受け（機雷を見たかは不明）その後20秒ほどして2発目、3発目の爆発が起こったという話も寄せられている。
沈没原因が機雷であることの根拠として、日本人乗組員らの証言（逆に、爆破自沈ではないかと疑う乗組員もいる。）、船体の損傷具合（海底敷設の機雷の爆発衝撃波特有の構造断裂状況、とりわけ、かかる大型船を内部爆発で切断するには往々上部構造物の破壊が伴うところとみられるが船体部品の飛散や船体の大きな膨らみ爆破孔などがない）、爆発後の激しい海底の泥の吹き上げによる海面の濁り（目撃証言、泥だらけの死体と遭難者）、遭難者の怪我の状態（回収遺体や救助者に火傷や、大きな損傷（バラバラ遺体）のないこと）等があげられる。これらの状況から、アメリカ軍によって敷設された海底の2,000ポンド音響式機雷の爆発が原因であるという説である。金賛汀は、たぶん1968年頃に知人の朝日新聞記者が鳥海艦長に取材出来たので結果を聞いたところ、艦長は兵が艦を自爆させたことはあり得ないと語り、また、艦長がウソを言ってるとは思えなかったとの話を、その記者から聞かされている。なお、アメリカ軍では浮島丸を「機雷による戦果」のひとつとして公式にカウントしている。

### 爆破自沈説
機雷説の否定論の根拠としては、機雷ならば通常十数メートルから数十メートルは上がるはずの水柱がなかったことを多くの者が証言していることが指摘される（なお、金賛汀は、当時の救助に当たった漁民で水柱を見たという者を発見したが、そのとき居合わせた別の者は首を捻ったとする。）。また事件当時、浮島丸は先行した海防艦2隻の後を通って進んでいて、海防艦が通った時には何も起こっていない。機雷であれば、接触式の浮遊機雷でたまたま海防艦には触雷しなかったということになるが、浮遊していたはずの機雷に見たと証言する者がいない（ただし、磁気式・音響式の海底機雷にも日限式で遅れて起動するものがある。とはいえ、舞鶴で米軍機から最後に機雷が投下されたのは8月8日で、金賛汀は最大で10日後の起動だったので18日以降は全て起動していたはずとしている。）さらに、多くの者が後に引き揚げられた浮島丸の船体の一部の亀裂箇所は内から外にめくれていたのを見たとされている。そのため、浮島丸は爆破・自沈させられたという説が当時よりあった。金賛汀は『浮島丸釜山港へ向かわず』でこの説を紹介・調査している。
浮島丸の士気が終戦後非常に低下し、一部下士官や水兵らが釜山行きを拒絶するなど抗命行為を行っていた。大湊で釜山港に行くと聞いて、既に3名の脱走者が出ていた。釜山を往復する間にいじめの報復を受けることを怖れた下士官が舞鶴港近くに居るうちに自ら爆破・沈没させたとの説がある。また、水兵・下士官らの間では、片道燃料しかなく釜山港に行けば戻って来れなくなる恐れがある、既にソ連対日参戦後であり、釜山あたりまでソ連軍が進出して来ればソ連軍の捕虜となりやはり日本に戻れなくなるのではないかといった噂が飛び交っていた。金賛汀は、このため下士官・水兵らの様々なグループが爆破・自沈を企図していた可能性を指摘している。さらに、乗っていた朝鮮人らは大湊で軍事機密である要塞建設に従事して為に軍事機密を守る目的で朝鮮人らを謀殺するため仕組んだことではないかという噂もあった。朝鮮人らは、もう居ても米の配給が受けられなくなると言われ、乗船指示に従わざるを得なかった状態であった。大湊では出港前から浮島丸は自爆させられるという噂が流れていた。また、釜山に直行するのではなく日本のどこかの港に寄港すると聞いて青森県や北海道出身以外の乗組員らは初めからその場所で復員するつもりで自身の私物を船に持ち込んでいた。
また、生存朝鮮人の間では、「朝鮮出身の補助憲兵である南軍曹（改名前朝鮮名は白）が機関室で爆発物が仕掛けられているのを見て、皆にも逃げろと叫びながら海に飛び込み、日本人水兵らが奴を殺せと喚いて追いかけて行った」との噂が広まっていた。ただし、これについて金賛汀は、その調査で、白が爆弾を見たと語った事実はなく、事件を「水柱が上がっていないのでこれは触雷ではない」と収容所で語っていたことが誤解されたのであろうとしている。一方で、伝聞であるが、南は船中で既に「この船は釜山まで行かない。途中の寄港した所で事故が起きる」と話していたことを、生き残り朝鮮人である親族から聞いたとする話を語る者もいる。
なお、日本人乗組員死者25名の内、半数近い11名が機関部におけるものという。機関長だった野沢忠雄元少佐は、金賛汀の取材に対し、エンジンや舵等の重要部分を出航してから故障させられないかと副長と話していたと語り（副長は否定）、また別に、ある下士官は、NHKインタビューに対し、津軽海峡あたりで船が動かなくなるよう機械を壊そうと話し合っていたことを語っていて、とくに機関部が狙われていた可能性はある。
- この爆破自沈説に対し、事件数日前の8月19日、日本海軍が病院船「第二氷川丸」（元オランダ船「オプテンノールト Op ten Noort」）を海上で爆破処理したこととの混同があるのではないかとする反論がある。

オランダ軍の病院船だったオプテンノールト（6,076総トン 全長139.2m　最高速度15.5ノット）は、1942年（昭和17年）2月26日に駆逐艦「天津風」に拿捕され、日本の病院船として運航されていた。オプテンノールトには禁制品の搭載がなかったことから、海軍は国際法違反行為となる誤認拿捕を隠蔽するため、公文書など証拠処分の一環として自沈処分に付したと言われている。なお、当時の天津風の乗員の話によれば、拿捕の理由は、オランダ領東インドの中心地であったジャワ島の攻略作戦のため集結していた日本陸軍船団の位置を、近くにいると想定される連合軍艦隊から秘匿するために、臨検で蝕法行為がなかったにもかかわらず、敵艦隊の位置を当時の連合国商船がしばしば打電していたことを理由に随行させたという。この事件は、1978年に日本国がオランダ政府に対して約1億円の解決金を支払ったことで決着している。
- 米軍による機雷敷設に関して、直接的な非難を避けた日本政府が、戦後一貫して事件に関する沈黙を守ってきたことが、事故原因をめぐり様々な憶測を醸成することになったともされる。なお、当時の国際法において、1907年に成立した「自動触発海底水雷ノ敷設ニ関スル条約」（いわゆるハーグ第8条約）で、敵沿岸や港前面で単に商業上の航海遮断の目的をもって触発式機雷を敷設することは違法であったが、音響式等その他の機雷については明文の規定はなかった[24][25]。
- さらに、事件後も9年間にわたって沈没船体が手付かずのまま海底に放置され、犠牲者の遺体回収がなされなかったとの批判がある。これについては、航路の安全確保や遺体の収容がサルベージの真の目的ではなく、当時高騰していた鉄材を獲得するためであった。

## 遭難者の救助
場所はたまたま舞鶴湾内の漁村の下佐波賀部落の近くであった。戦争末期のことで住民は女・年寄り・子どもばかりであった。神社の夜祭があるため住民が集まってタイマツ作りをしていた。女性らは物資不足のため浜で塩を自ら作っていたという証言もある。部落が事故現場近くであったため救助活動が捗ることになった。
事態に気づいた佐波賀の漁民たちは所有していた漁船や小舟を出し、漂流中の遭難者を救助した。救助の順序は漁民らは「兵隊さんはあと、女子供が先だ」と声をかけた。また、たまたま近くに停泊していた駆逐艦「あやめ」も救助にカッターを出した。全て救助が終わったのは夜9時半頃だったのではないかとも語られている。艦長らはブリッジに残っていたが、タグボートが来たので最後に引き上げた。浮島丸が完全に沈んだのは夜1時半頃ではないかと伝えられる。
遭難者への食事に関しては米軍の飢餓作戦のために起こった食料の極度の不足から、村落が与えられたのは、当時の貴重品であったふかしイモと、履物のみであったとされた。駆逐艦「あやめ」からは炊き出しで握り飯を持って来たという話もある。
磯に揚げられた人は、やがて日本海軍の平海兵団に収容され、乾いた服と毛布を支給された。住民からは、事故当日は上陸後に浜にいる間に死んだ者や海岸に遺体はほとんど無かったという証言もある。一方で、事故当日の24日には既に一部地区に打ち上げられたかなりの遺体を目撃したとの住民証言もある。それから1週間ほどは毎日のように浮き上がる遺体は軍の指示で浮島丸の水面に出ているマストに結わえ付け、多くなると松ヶ崎の海兵団に運んだ。1週間たったあたりで風の関係で大量の死体が海岸に大量に打ち上げられたという証言もある。遺体は、松ヶ崎の海兵団（現教育隊）で北側の空地で荼毘に付された。それも出来なくなると海兵団敷地に単に土埋した。当初焼いた後の骨は海に捨てていたが「後々問題になるから埋葬しろ」という話になって、きちんと回収できるようなものではなかったがあらためて海から骨を拾って埋葬したという証言もある。第二次引揚が決まった1953年12月に作成された「輸送艦浮島丸に関する資料」によれば、8月25日から9月2日潜水作業も含めて現場捜索で175名の遺体を収容、また、救助後に病院で死亡した者が7名という。遺体は下佐波賀から2キロ離れた千歳の漁村にも漂着したという。戦後の混乱から乗っていた遺骨の多くの引き取りはなされなかった。
救助された者らは、いったん平海兵団の兵舎に収容、負傷者は治療を受け、重傷者は舞鶴海軍病院に入院した。さらに海兵団ではボイラー爆発事故が起こり、その際に50人ほどが重軽傷を負ったという。金賛汀の調査によれば、事故後既に鳥海元艦長が下関に移送し関釜連絡船で帰還させることを海軍省運輸本部に提案、しかし関釜連絡船が航行禁止のため舞鶴鎮台参謀長気付で貴地で処置を取れとの返電が運輸本部からあった。大湊海軍府と運輸本部の間で高栄丸と第二新興丸を送る案が検討されたが、こちらも実施されなかった。両船とも戦後どんどん人員が去っていく状態で、そのため不可能だったのではないかと金賛汀はみている。朝鮮人生存者は、結局、仙崎から帰国船を出航させることになったが、沈没の恐怖から2千人以上が日本に残ることにし、帰国希望者は9百名となった。入院していた者も退院し、9月17日、彼らは鉄道で仙崎に向かって舞鶴を発った。

## 事件後の周囲の取扱い

### 事件当時の報道
大型船の沈没という大事件であったにもかかわらず、当時の新聞では事件はあまり取り上げられなかった。金賛汀が当時全国紙の毎日新聞舞鶴支局に居た記者に取材したところ、事件自体の記憶はないとしたものの、軍はもう力はなく特に報道について禁止はなかったといい、寧ろ朝鮮人ということでニュース価値がないとされたのではないかと言いづらそうに記者は語ったことを述べている。しかし、浮島丸事故当時は、GHQすら上陸前で日本軍の海軍機構はなお存在し軍事機密の観念や関係法令は存続していた、また、戦時中は連合国軍の通商破壊戦により実際には民間船からさえ多数の死者がもともと出ていたという事実がある。同年10月7日に至っても、触雷沈没した室戸丸（関西汽船、1205トン）の事故でも355名ないし475名の死者が出ているが、新聞の隅に小さな記事が掲載されただけに過ぎない。また、敗戦前後の当時は、物資不足で新聞も紙1枚の裏と表に印刷、つまり2ページしかなかい状態であった。とはいえ、舞鶴港では市民の噂となり、また、韓国では9月中旬に入って帰国者が語るに連れて、日本統治時代の朝鮮半島を支配していた朝鮮総督府の統制に服さなくなった『釜山日報』等の地元紙が大きく取り上げた。
朝鮮での風説の広まりに対し、朝鮮駐屯米軍司令部の求めにより、浮島丸の朝鮮人帰還引率の責任者であった海軍施設協会長の佐々敬一から日米海軍連絡将校の管井敏麿少将を通じて朝鮮駐屯米軍司令ハッチ中将に報告書が出され、朝鮮でも米軍軍政当局から公表された。あくまで「米軍司令部の得た情報によれば」と断わり、日本側からの情報を伝えたものとなっている。

### 在日朝鮮人側からの戦争犯罪告発
1945年12月頃、当時の在日朝鮮人連盟が生存者3名から聞取り調査をして、3人は沈没を計画的だったとしているが具体的な根拠は述べられず、連盟は疑いが強いので戦争犯罪として処罰するよう告発している。GHQ資料は、「証拠は薄弱で憶測に立脚している」としている。

### むつ市教師グループの調査
大湊港を抱えるむつ市在住の教師らのグループが長期間にわたり生存者からの聞取り調査を実施、自爆説に傾いている。

### NHK
1977年、NHKが同事件を『爆沈』というタイトルでドキュメンタリー番組として放映。自沈説を紹介し、広く知られることとなった。このとき、当時の首席参謀であった永田茂元海軍大佐はNHKの突撃取材に対し、施設部関係の人夫に自分らは関係なく権限はなかった、長官と参謀長の命令でやることだ、自分に責任はなく感じていないと語った。しかし、当時、長官と参謀長は不在で、彼が現地所在の最高責任者であった。

### 事典等の扱い
少ない数字をとっても戦後二番目の海難史上の惨事にもかかわらず取り上げた事典・年表が少ないことから、歴史に埋もれることを怖れた浮島丸殉難者追悼実行委員会が1990年から主な出版社に掲載を呼び掛けた。それまで平凡社『大百科事典』に記述があったが、岩波書店が1991年2月刊行の『近代日本総合年表』に掲載した。筑摩書房も1992年1月刊行予定の『年表日本歴史』第6巻に掲載を決めた。

### 青森放送
事件真相に迫ろうと、青森放送スタッフが2年がかりで当時の関係者・乗組員・遺族らに取材した。沈没原因に関し、証言は割れたままで、真相不明であった。

## 船体引揚と遺骨返還
戦後の船舶不足・物資不足の中で、舞鶴湾にマストのみをのぞかせて沈没していた浮島丸を引揚し再利用したいとの要望が旧所有者の大阪郵船から1949年頃になされ、1950年朝鮮人側からの要望に配慮し遺骨を丁重に扱うことを約束し、飯野サルベージが慰霊祭を行った上で3月から第一次引揚が開始された。このとき、爆発原因・乗船者数・死亡者数の真相究明も朝鮮人側から申し入れが行われていたが、舞鶴地方復員残務処理部はこれらについて従来主張を繰り返し、引揚後の船体の調査も行わないとした。第一次では、切断された船体の後半分（おそらく、さらに機関室を中心にその上部のみの一部）を引揚、船舶としての再利用は不可能と判断され、引揚は中止された。このとき、発見された遺骨は103柱とされた。1953年暮れ、所有権が移っていた大蔵省（当時）が朝鮮戦争特需による鉄高騰を受けて沈没船浮島丸の払下げを行った。再び、真相究明要求が再燃、補償や遺骨の手厚い取り扱いも求めたが、当初日本側は遺骨収容とその手厚い取り扱い以外は全て拒否の態度であった。1954年、朝鮮人側は、朝鮮民族解放救援会が中心となって交渉、その後、日本人団体としては国民救援会京都本部が参加、交渉の末3日間座り込みも行い、初めて『浮島丸死没者名簿』を援護局が出してきた。再調査要求は拒否されたままであったが、引揚作業が再び飯野サルベージにより行われた。沈没船から人により約370柱とも245柱とも言われる遺骨が収集されたとされる。当時、遺骨の状態は悪く、遺骨収容作業に朝鮮人側作業団とともにあたった日本側の舞鶴地方引揚援護局元次長の池田敦郎は「大腿骨が二本で頭蓋骨が一つなら一体と数え、大腿骨が一つで頭蓋骨が二個なら二体と数えた」とNHK『爆沈』で証言していて、実際のところは何人の遺体があったか分からなかったという。金賛汀は、第一次引揚のときも同様に遺骨は不正確な形で計算されたとみて、結局、事故直後に埋葬され発掘し直された遺骨や引揚げられた遺骨の数字は死没者名簿の524人に合わせられたものとみている。実際に、第二次引揚の決まった1953年12月に大阪新聞に初めて数字が出て来て朝鮮人乗船者3,735名で3,200名以上を救助、死体約150名を収容したが残り約370名は発見されなかった（したがって、370名という数字はここから来たもので、本来は第一次引揚で収容された遺体を含めたものとなる。）という報道がある。
1970年、遺骨は厚生省から東京都目黒区の浄土宗祐天寺に移管された。2008年1月から2010年5月まで4回にわたり他案件の死亡者も含めた遺骨が韓国に返還されたが、北朝鮮には1柱も返還されていない。現在280柱が同寺に安置され、事件後の1954年から毎年追悼会が営まれている。
1978年8月にはさらに沈没事件から33回忌を機縁として沈没地点を見下ろせる山陰（下佐波賀地区）に「浮島丸殉難の碑」が舞鶴市と市民の寄付により建立された。当時全力をあげて生存者を救助し、その悲惨さを目の当たりにした舞鶴市民の心からの哀悼の碑としている。
1994年から出港地の下北地方でも毎年追悼集会が開かれている。
2012年には、大湊港桟橋跡に記念碑が建立された。

## 死者数について
日本側当局者らの一貫した主張である朝鮮人死者数524名は、前記『浮島丸死没者名簿』を元にしたものである。ところが、日本側はこの存在を長らく隠し、初めて1954年に公表してきた。大湊海軍施設部長名で作成されていた。金賛汀によれば、まだ舞鶴港では毎日のように死者が打ち上げられる中で9月1日と事故後わずか8日後に作成され、大湊海軍府は復員と連合国軍の報復の噂に浮足立つ中であった為、責任問題を怖れて軽くしようとする思惑があったのではないかと見ている。金賛汀は、死者が一部の事業者に集中していることやその他の死者に挙げられた者の特徴から、海軍施設部や日通大湊支店のような一部の優良事業主を除けば、真剣に名簿作成に協力する気もなく、一家全滅したような家庭、最も多かったのではないかと考えられる徴用による男性単身の朝鮮人労働者やいわゆるタコ部屋的な労働者は死者が出たと名乗り出る者もなく、初めから完全に漏れているのではないかと疑っている。

## 浮島丸以後の戦後の触雷事件
1945年（昭和20年）10月7日に神戸・魚崎沖で室戸丸（355名）、10月13日に神戸港沖で華城丸（175名）、10月14日には壱岐島勝本沖で珠丸（541名）、1948年1月28日に瀬戸内海牛島沖で女王丸（304名）など、戦後38年の間、139隻もの商船が触雷により沈没している。浮島丸以降の大型船5隻だけでも1,924名もの犠牲者を出している。

## 韓国人による裁判
戦後、在日韓国人の宋斗会という人物は、日本政府が在日朝鮮人・台湾人から日本国籍を剥奪したことに対し自身の日本国籍確認訴訟を起こすなど日本国の不公平な対朝鮮人取扱いに抗議して独自の活動を行ってきた。宋は、自身の活動の一環としてこの問題を取り上げることを決意、自身では原告適格がないため韓国内に向けて呼びかけを行った。これは太平洋戦争犠牲者の遺族らに反響を呼び、韓国の太平洋戦争犠牲者光州遺族会や永同新聞の働きかけで原告団が結成され、宋とその友人による「日本国に朝鮮と朝鮮人に対する公式陳謝と賠償を求める裁判をすすめる会」（以下、「すすめる会」）が支援することとなった。
ちなみに、このとき集まった原告の殆どが浮島丸の爆破自沈説と乗船者・死者はもっと多かったはずだという説を信じていたが、宋自身は、金賛汀は北朝鮮系の朝鮮総連のキャンペーンの影響を受けているとでも考えていて、触雷説をとり被害者数も日本主張とそれほど変わらないであろうし違っていてもそれは重要な問題ではないと考えていた。この点に関し、「すすめる会」や日本人支援弁護士らも概ね宋と同様な意見であったようだ。
事件についての日本政府の安全管理義務違反を争点に、国家賠償請求訴訟が1992年に原告50人、翌1993年に30人が追加提訴して、最終的に韓国人の生存者21名（認定15名）と遺族59名の計80人の原告による国からの公式の陳謝と計約28億円の賠償を求める裁判が提訴された。「すすめる会」は勝てるとは思っていず、あくまで日本人の良心を問うためのデモンストレーションと位置づけ、2000年には結果がどうあれ控訴はしないと決めたとする。
2001年8月の京都地裁判決では、国によって日本で労働に従事させられた朝鮮人らについて、安全に朝鮮に送り届けることが条理上要請されていて、国との間に私法上の旅客運送契約に類似した法律関係が発生していたとして、原告の主張の一部を認容、生存者一人当たり3百万円計4千5百万円の慰謝料の支払いを命じた。陳謝要求は具体的に誰に何を求めているのか明確でないため訴えが不適法とされ、遺族の慰謝料請求は運送契約類似の法律関係における債務不履行による損害賠償なので当事者以外の者は請求できないと認めなかった。沈没原因は判示されなかった。
国は控訴、2003年5月の大阪高裁判決では、沈没原因を「機雷による沈没」とした上で、その点とは関係なく、送還は徴用工らの暴動を怖れた海軍の措置であるとし、当時は陸海軍の組織は国の機構として維持存続し、当時の法秩序の下では国が被害者に民法上の不法行為責任を負うことはない、即ち明治憲法下では公権力行使による私人の損害について（とくに別段の補償の法規定を定めない限りは）国は責任を負わないとする「国家無答責」の法理を適用、原告の賠償要求は認められないとした。国はあわせて当時の民法体系における時効の成立の援用も主張したが、こちらは判示されなかった。原告韓国人らは最高裁に上告したが棄却されて、高裁判決が確定している。
日本政府は、1950年に引揚援護庁が作成した内部文書にて「旧海軍の絶大な好意に基づく便乗被許可者の（中略）まったくの不可抗力に起因する災難」「旧海軍の責任を追及するがごとき賠償要求等はこれを容認することができない」として、被害者への賠償は行わない方針を決定、GHQにはそれに基づく報告書を提出していた。1953年にも同趣旨の政府文書を作成している。1953年の文書にも被害者賠償を行わない方針はあったとみられるがその部分は公表されず、また、1950年の文書の内容は長らく明らかにされていなかったが、北朝鮮側の調査団の再三の情報公開法に基づく開示請求により判明した。

## 慰霊碑

浮島丸慰霊碑（舞鶴市佐波賀）

事件の関係者や慰霊祭の関係者の死去が相次ぎ、事件の風化が懸念されるようになってきたことから、長く事件を伝えるために慰霊碑を立てる運動が始まり、当時の舞鶴市長の佐谷靖を会長として1976年（昭和51年）に実行委員会が結成された。政党にも宗派にも拠らず、事件を伝えることを目的とするモニュメントを制作する方針で、制作費は寄附金と補助金により賄った。舞鶴市の中学校の美術教諭らが像の制作にあたり、設置場所は事件現場の海面を目の前にした場所が選ばれた。1978年（昭和53年）の事件当日となる8月24日に除幕式が行われた。

## 事件を扱った作品
映画では1995年に「平安建都1200年映画を作る会」が制作した『エイジアン・ブルー 浮島丸サコン』がある。「サコン」とは、朝鮮語で「事件」を意味する。1993年頃より京都の映画愛好家のグループが京都建都1200年の記念企画として映画作成を企図、京都出身の映画プロデューサー伊藤正昭に依頼、アイデア・シナリオを公募した。多数の応募があった他、伊藤自身も複数の案を出し、それらの中から結局伊藤の出した案の一つが採用され、この事件を取り上げることとなった。建都1200年の翌年が戦後50年ということを重視、この題材にしたとする。伊藤は舞鶴湾に沈んでマストだけ見せている浮島丸をかつて見ていて強い印象を持っていた。作成に当たってはカンパが募られ、青森の朝鮮人強制連行問題を調査しているグループも協力することになった。親子の情愛などを題材にした反戦映画となっている。完成後は京都他、たびたび各地で自主上映、2000年8月に韓国で、2005年3月には中国でも上映された。この映画の音楽は「マリオネット」が担当、アルバム化され、市販されている。
演劇では鄭福根の戯曲『荷（チム）』があり、日本では坂手洋二の演出で2012年2～3月に東京演劇アンサンブルが上演した。

## 関連書籍等
- 下北の地域文化研究所『アイゴーの海』（1992年）むつ市の郷土史家の手による証言集[47][48]
- 下北の地域文化研究所『悔恨（ハン）の海ー浮島丸事件ー』（2002年）『アイゴーの海』の続編[48]。2001年8月、本事件に関する朝鮮人賠償請求訴訟でいったん原告要求を一部認容する判決が出たことも出版刺激の一因となった。
- 金賛汀『浮島丸釜山港へ向かわず』（1994年8月、かもがわ出版）ISBN 978-4876991501　1984年5月に講談社から出版された同名の本にその後判明した事実を書き加えて新たに出版したもの。「平安建都1200年映画を作る会」が浮島丸事件を映画化するにあたって、既に同署が絶版となっていたので世間の理解の助けにしようと再出版を勧めてきたことがきっかけとなった。
- 『エイジアン・ブルー 浮島丸サコン』（1995年9月2日公開、日本映画） 監督：堀川弘通、出演：藤本喜久子
- 日本国に朝鮮と朝鮮人に対する公式陳謝と賠償を求める裁判をすすめる会『報告・浮島丸事件訴訟』（2001年1月、日本国に朝鮮と朝鮮人に対する公式陳謝と賠償を求める裁判をすすめる会・事務局）ISBN 978-4931376601
- 品田茂『爆沈・浮島丸―歴史の風化とたたかう』（2008年8月、高文研）ISBN 978-4874984086